# Margaret Murray Washington
Margaret Murray Washington (9 de març de 1865 - 4 de juny de 1925) fou la directora del Tuskegee Normal and Industrial Institute, que més endavant es convertí en la Universitat de Tuskegee.
Murray va conèixer Booker T. Washington, que acabaria sent el seu marit, a la Universitat de Fisk. L'ajudà escrivint-li discursos i col·laborant a expandir l'escola. Mentre era directora de Tuskegee, va crear el Club de Dones de Tuskegee i va fusionar organitzacions locals amb clubs de dones per millorar els valors i l'alliberament de les dones afroamericanes al sud de Jim Crow. El 1895 va fer un discurs destacat titulat "Individual Work for Moral Elevation". Va cofundar la National Association of Colored Women el 1896, i en va esdevenir presidenta el 1912.
Murray va morir el 1925, i està enterrada al cementiri de la universitat. El 1972 va ser incorporada a l'Alabama Women's Hall of Fame.